# ハロウィンシリーズ
「ハロウィン」（Halloween）シリーズは、1978年に公開された映画『ハロウィン』に始まる、アメリカのスラッシャー・メディア・フランチャイズ。12本の映画のほか、小説、コミック、ビデオゲーム、その他の商品で構成されている。

## 概要
主人公のマイケル・マイヤーズは、幼い頃に姉のジュディス・マイヤーズを殺害した罪で療養所に収容されていた。15年後、彼は脱走し、イリノイ州の架空の町ハドンフィールドの人々をストーキングして殺害する。マイケルの殺人は、すべての映画の主な舞台となるハロウィンの祝日に起こる。1978年に公開された1作目の『ハロウィン』は、ジョン・カーペンターとデブラ・ヒルが脚本を書き、カーペンターが監督を務めた。アルフレッド・ヒッチコックの『サイコ』やボブ・クラークの『暗闇にベルが鳴る」に触発されたこの作品は、後に続くスラッシャー映画に影響を与えたことで知られている。
2022年8月時点で、12作の映画シリーズが公開されている。マイケル・マイヤーズは、3作目『ハロウィンIII』を除くシリーズのすべての作品で殺人鬼として登場し、『ハロウィンIII』はシリーズの他の作品とは直接の繋がりがない独立した物語となっている。2007年には、ロブ・ゾンビが1978年の1作目のリメイク版を製作し、その2年後には2007年版の続編が公開された。2018年には、これまでの続編をすべて無視した1作目の直接の続編が公開され、その2本の続編のうち『ハロウィン KILLS』は2021年に公開され、『ハロウィン THE END』は2022年10月に公開予定である。
この映画シリーズは、他のアメリカのホラー映画フランチャイズと比較すると、2018年のインフレーション調整後で、アメリカの興行収入で1位となっている。第1作は批評家から絶賛され、2018年の作品はほぼ肯定的な評価を受けている。しかし、他の作品は批評家から賛否両論の評価を受けている。

## 映画

ハロウィン映画の連続性を説明するインフォグラフィック

| 映画                                                                 | 米国公開日     | 監督                           | 脚本                                                                                               | 製作                                                 |
| -------------------------------------------------------------------- | -------------- | ------------------------------ | -------------------------------------------------------------------------------------------------- | ---------------------------------------------------- |
| ハロウィン Halloween                                                 | 1978年10月25日 | ジョン・カーペンター           | ジョン・カーペンター、デブラ・ヒル                                                                 | デブラ・ヒル                                         |
| ハロウィンII Halloween II                                            | 1981年10月30日 | リック・ローゼンタール         | ジョン・カーペンター、デブラ・ヒル                                                                 | デブラ・ヒル、ジョン・カーペンター                   |
| ハロウィンIII Halloween III: Season of the Witch                     | 1982年10月22日 | トミー・リー・ウォーレス       | トミー・リー・ウォーレス                                                                           | デブラ・ヒル、ジョン・カーペンター                   |
| ハロウィン4 ブギーマン復活 Halloween 4: The Return of Michael Myers  | 1988年10月21日 | ドワイト・H・リトル            | ダーニ・リプシウス、ラリー・ラトナー、ベンジャミン・ラフナー、アラン・B・マッケルロイ              | ポール・フリーマン                                   |
| ハロウィン5 ブギーマン逆襲 Halloween 5: The Revenge of Michael Myers | 1989年10月13日 | ドミニク・オセニン＝ジラール   | マイケル・ジェイコブス、ドミニク・オテニン＝ギラード、シェム＝ビッターマン                         | ラムジー・トーマス                                   |
| ハロウィン6 最後の戦い Halloween: The Curse of Michael Myers         | 1995年9月29日  | ジョー・チャペル               | ダニエル・ファランズ                                                                               | ポール・フリーマン                                   |
| ハロウィンH20 Halloween H20: 20 Years Later                          | 1998年8月5日   | スティーヴ・マイナー           | ロバート・ザッピア、マット・グリーンバーグ                                                         | ポール・フリーマン                                   |
| ハロウィン レザレクション Halloween: Resurrection                    | 2002年7月12日  | リック・ローゼンタール         | ラリーブランド、ショーンフッド                                                                     | ポール・フリーマン                                   |
| ハロウィン Halloween                                                 | 2007年8月31日  | ロブ・ゾンビ                   | ロブ・ゾンビ                                                                                       | マレク・アッカド、アンディ・グールド、ロブ・ゾンビ   |
| ハロウィンII Halloween II                                            | 2009年8月28日  | ロブ・ゾンビ                   | ロブ・ゾンビ                                                                                       | マレク・アッカド、アンディ・グールド、ロブ・ゾンビ   |
| ハロウィン Halloween                                                 | 2018年10月19日 | デヴィッド・ゴードン・グリーン | ジェフ・フラドリー、ダニー・マクブライド、デヴィッド・ゴードン・グリーン                           | マレク・アッカド、ジェイソン・ブラム、ビル・ブロック |
| ハロウィン KILLS Halloween Kills                                     | 2021年10月15日 | デヴィッド・ゴードン・グリーン | スコット・ティームズ、ダニー・マクブライド、デヴィッド・ゴードン・グリーン                         | マレク・アッカド、ジェイソン・ブラム、ビル・ブロック |
| ハロウィン THE END Halloween Ends                                    | 2023年4月      | デヴィッド・ゴードン・グリーン | ポール・ブラッド・ローガン、クリス・バーニエ、ダニー・マクブライド、デヴィッド・ゴードン・グリーン | マレク・アッカド、ジェイソン・ブラム、ビル・ブロック |

## 評価

### 興行成績
「ハロウィン」シリーズは、他のアメリカの人気ホラー・フランチャイズ（「エルム街の悪夢」、「チャイルド・プレイ」、「13日の金曜日」、「ハンニバル・レクター」、「サイコ」、「ソウ」、「スクリーム」、「悪魔のいけにえ」）と比較し、2018年のインフレーションを調整すると、約7億6,130万ドルでアメリカで最も高い収益を上げており、「13日の金曜日」が7億5,560万ドル、「エルム街の悪夢」が7億3,030万ドル、「ハンニバル・レクター」が7億2,760万ドルと続いている。
| 映画 | 米国公開日     | 興行収入     | 興行収入     | 興行収入     | 製作費          | Ref.          |
| 映画 | 米国公開日     | アメリカ     | その他の地域 | 全世界       | 製作費          | Ref.          |
| --- | -------------- | ------------ | ------------ | ------------ | --------------- | ------------- |
| ハロウィン（1978年） | 1978年10月25日 | $47,000,000  | $23,000,000  | $70,000,000  | $300,000        | [ 5 ] [ 6 ]   |
| ハロウィンII（1981年） | 1981年10月30日 | $25,533,818  |              | $25,533,818  | $2,500,000      | [ 7 ]         |
| ハロウィンIII | 1982年10月22日 | $14,400,000  |              | $14,400,000  | $2,500,000      | [ 8 ]         |
| ハロウィン4 ブギーマン復活 | 1988年10月21日 | $17,768,757  |              | $17,768,757  | $5,000,000      | [ 9 ]         |
| ハロウィン5 ブギーマン逆襲 | 1989年10月13日 | $11,642,254  |              | $11,642,254  | $5,000,000      | [ 10 ]        |
| ハロウィン6 最後の戦い | 1995年9月29日  | $15,116,634  |              | $15,116,634  | $5,000,000      | [ 11 ]        |
| ハロウィンH20 | 1998年8月5日   | $55,041,738  | $20,000,000  | $75,041,738  | $17,000,000     | [ 12 ]        |
| ハロウィン レザレクション | 2002年7月12日  | $30,354,442  | $7,310,413   | $37,664,855  | $13,000,000     | [ 13 ]        |
| ハロウィン（2007年） | 2007年8月31日  | $58,272,029  | $21,977,438  | $80,249,467  | $15,000,000     | [ 14 ] [ 15 ] |
| ハロウィンII（2009年） | 2009年8月28日  | $33,392,973  | $6,028,494   | $39,421,467  | $15,000,000     | [ 16 ]        |
| ハロウィン（2018年） | 2018年10月19日 | $159,342,015 | $96,143,163  | $255,485,178 | $10,000,000     | [ 17 ]        |
| ハロウィン KILLS | 2021年10月15日 | $79,663,610  | $17,514,000  | $97,177,610  | $20,000,000     | [ 18 ]        |
| 合計 | 合計           | $544,048,760 | $210,009,058 | $736,022,268 | $110,300,000(A) |               |
| リストインジケーター - 薄い灰色のセルは、映画の情報が利用できないことを示しています。 - （A）は、入手可能な数値に基づく推定値を示しています。 |                |              |              |              |                 |               |

### 批評家・観客の反応
| 映画                       | Rotten Tomatoes | Metacritic | CinemaScore |
| -------------------------- | --------------- | ---------- | ----------- |
| ハロウィン（1978年）       | 96%             | 87         |             |
| ハロウィンII（1981年）     | 31%             | 40         |             |
| ハロウィンIII              | 39%             | 50         |             |
| ハロウィン4 ブギーマン復活 | 29%             | 34         |             |
| ハロウィン5 ブギーマン逆襲 | 12%             | 28         |             |
| ハロウィン6 最後の戦い     | 9%              | 10         |             |
| ハロウィンH20              | 52%             | 52         | B-          |
| ハロウィン レザレクション  | 12%             | 19         | B+          |
| ハロウィン（2007年）       | 28%             | 47         | B-          |
| ハロウィンII（2009年）     | 22%             | 35         |             |
| ハロウィン（2018年）       | 79%             | 67         | B+          |
| ハロウィン KILLS           | 39%             | 42         | B-          |

## 書籍

### 小説
1978年にオリジナルの『ハロウィン』が公開されると、ちょうど1年後に映画のノベライズが登場した。カーティス・リチャーズによって書かれたこの本は、映画の出来事を踏襲しているが、サウィン祭とマイケルがスミス・グローブ療養所で過ごした時間について拡張されている。『ハロウィンII』、『ハロウィンIII』、『ハロウィン4』もそれぞれノベライズされている。ジャック・マーティンは『ハロウィンII』を執筆し、映画と同時に公開された。マーティンはこの小説の中にマイケルの追加の犠牲者を含んでいた。1988年10月に公開されたニコラス・グラボフスキーが執筆した『ハロウィン4』もまた、映画化された映画の出来事に沿っていた。2018年の映画のジョン・パサレラによるノベライズが2018年10月23日に公開された。

### コミック・ブック
最初のハロウィンコミックは、ブライアン・プリドのカオス!・コミックスから出版された。単に『Halloween』というタイトルで、1回限りの読み切りとなる予定だったが、最終的には『Halloween II: The Blackest Eyes』と『Halloween III: The Devil's Eyes』の2つの続編が作られた。すべてのストーリーはフィル・ナットマンによって書かれ、「ハロウィン」の脚本家であるダニエル・ファランズが参加している。また、イラストはデヴィッド・ブリュワーとジャスティニアノが担当した。トミー・ドイルが各号の主人公で、マイケル・マイヤーズを殺そうとすることに焦点を当てている。創刊号ではマイケルの幼少期の話が、3号では映画『ハロウィンH20』の後の話が描かれた。これらのコミックスは、ダニエル・ファーランドの『ハロウィン レザレクション』のコンセプトのコンセプトに基づいている。ダニエル・ファランドは、プロデューサーから『ハロウィンH20』の続編を提案するように言われていた。彼のアイデアは、マイケル・マイヤーズの罪でスミス・グローブに投獄されたトミー・ドイルが脱獄し、リンジー・ウォレスと再会するというものだった。二人はルーミス博士の日記を研究し、マイケルの子供時代について詳しく知ることになる。映画では、マイケルのスミス・グローブでの生活やルーミス博士との関係が描かれた後、トミーとリンゼイに戻り、大人のマイケル・マイヤーズに襲われる。マイケルを倒して仮面を取ると、そこには兄の意思を継いだローリー・ストロードの姿があった。ファランドは、ジェイミー・リー・カーティスが『ハロウィン』にカメオ出演する契約をしているのだから、『ハロウィン・リザレクション』でもそのカメオ出演を実現すべきだと考えた。ジェイミー・リー・カーティスは『ハロウィン レザレクション』にカメオ出演する契約をしていたので、そのカメオ出演をできるだけ重要かつ驚きのあるものにすべきだというのがファランドの論理だった。スタジオは彼を続投させなかったが、ファーランドは自分のストーリーをコミックブックの形で伝えることができた。
2003年にはステファン・ハッチンソンが原作、ピーター・フィールディングがイラストを担当した『One Good Scare』が発売された。このコミックの主人公は、1978年のオリジナル映画でトミー・ドイルと一緒にマイケル・マイヤーズを初めて見た少女、リンジー・ウォレス。ハッチンソンは、映画の続編で作られた「ゴツゴツしたジェイソンのクローン」から離れて、このキャラクターを自分のルーツに戻したいと考えていた。この作品は、ハッチンソンがシリーズの25周年を記念してコミック・ブックを制作し、サウスパサディナで開催されたハロウィーン・コンベンションでコレクターズアイテムとして販売したいと考えたことから生まれた。『One Good Scare』が好評だったため、ハッチンソンはこのコミックを配給契約を得るための「デモ」として使いたかったが、権利上の問題でそれができなかった。
ステファン・ハッチンソンは、ハロウィン・コミックスの出版権を得るまでの間、ドキュメンタリー映画『Halloween 25 Years Terror』の制作に携わり、彼らは一緒に、ハロウィンの物語のアイデアを考えた。ハロウィンの物語がつながって大きな物語になるように、コミックの連載性を利用して、映画とは異なるストーリー展開をすることを考えていた。ハッチンソンは『Halloween 25 Years Terror』のDVDリリースの中にインサートとして『Halloween:  Autopsis』をリリースした。ハッチンソンが脚本、マーカス・スミスとニック・ディスマスがアートワークを担当したこの作品は、マイケル・マイヤーズの写真を撮ることを命じられた写真家の物語。写真家のカーターは、ルーミス博士の後を追ううちに、彼自身もルーミスの強迫観念に取りつかれていき、ついにはマイケル・マイヤーズと対面し、彼は死んでしまう。
ロブ・ゾンビが映画シリーズをリブートしたことで、ハロウィン・コミックスが今後公開される映画と矛盾しないことが保証され、ハッチンソンは創造の自由を得ることができた。マレク・アッカドは、デビルズ・デュー・パブリッシング社からハロウィン・コミックスの制作の可能性を打診され、ハッチンソンと共に実現に向けて取り組んだ。ハッチンソンは、『One Good Scare』の強力なサポートにより、このコミックが読者を獲得できると確信した。2008年、ステファン・ハッチンソンは、新しいコミックブック『Halloween: Nightdance』の第1号を発売した。これは4号からなるミニシリーズで、映画に登場するマイケル以外のキャラクターは一切登場しない。タイトルは「A Shape in the Void」、「The Silent Clown」、「A Rainbow in One Color」、「When the Stars Came Crashing Down」の4つ。創刊号の「A Shape in the Void」の舞台は2000年10月31日で、『ハロウィンH20』と『ハロウィン レザレクション』の間に位置している。第1号は2000年10月31日。第1号では、不安を抱え、「暗闇に対する慢性的な恐怖」を持つ18歳の少女リサにつきまとうマイケルの姿が描かれている。ハッチンソンは、『Nightdance』は、映画シリーズの緻密な連続性から逃れ、1978年の映画のトーンを再現する試みだったと説明している。マイケルは、オリジナルの『ハロウィン』でローリーにしたように、リサに不可解なほど執着するようになるが、続編では、兄弟の絆がリサをストーキングする動機であることが明らかになった。その目的は、マイケル・マイヤーズを再び「信頼できる危険な存在」として確立することだった。
2008年8月、『Devil's Due's Halloween: 30 Years of Terror』が発売された。これは、『ハロウィン』の30周年を記念したもの。このコミック・ブックは、ジョン・カーペンター監督のオリジナル作品にインスパイアされたショートストーリーを集めた読み切り。「Trick or Treat」では、トミーとリンジーが助けを求めて駆けつける、第1作目に登場した未公開のキャラクター、マッケンジーズが登場する。「P.O.V.」では、マイケルと被害者の両方の視点から殺人事件が描かれ、「Visiting Hours」では、ローリー・ストロードが、1978年に兄が自分を見つけてくれなかったら、自分の人生はどうなっていたかを振り返っている。「Tommy and the Boogeyman」では、トミー・ドイルがマイケル・マイヤーズを主人公にしたコミック・ブックを書くまでに成長したことが明らかになる。最終話「Repetition Compulsion」では、ルーミス博士が1989年のハロウィーンにマイケルが次にどこを襲うかを予測しようとする。脚本家のハッチンソンは、過去数十年とは異なり、2008年にはこの日を記念したハロウィン映画が公開されなかったため、H30年が誕生したと説明している。